# Zaginiona (serial telewizyjny 2006)
Zaginiona – serial telewizyjny produkcji 20th Century Fox Television. 

## Emisja
Do tej pory powstało 13 odcinków, każdy z nich trwa ok. 60 minut. Premiera odcinka pilotowego miała miejsce 21 sierpnia 2006 w stacji FOX. Serial ze względu na bardzo małą popularność w USA został zawieszony w emisji. Resztę odcinków można było obejrzeć na stronie www stacji FOX.

## Fabuła
Opowiada historię zaginięcia Sary Collins, żony senatora Jeffreya Collinsa. Do jej odnalezienia oddelegowany zostaje oddział FBI dowodzony przez agenta Grahama Keltona. Podczas poszukiwań na jaw wychodzą dziwne fakty z życia Sary.

## Obsada

### Główne
- Gale Harold jako Graham Kelton
- John Allen Nelson jako senator Jeffrey Collins
- Joanne Kelly jako Sarah Collins
- Rebecca Gayheart jako Judy Nash
- Margarita Levieva jako Marcy Collins
- John Patrick Amedori jako Max Collins
- Christopher Egan jako Ben Wilson
- Robert Hoffman jako Adam Putnam
- Ming-Na jako Lin Mei
- Eddie Cibrian jako Daniel Lucas

## Spis odcinków
| Światowa premiera | Polska remiera | N/o | Polski tytuł          | Angielski tytuł      |
| ----------------- | -------------- | --- | --------------------- | -------------------- |
|                   |                |     |                       |                      |
| SERIA PIERWSZA    |                |     |                       |                      |
|                   |                |     |                       |                      |
| 21.08.2006        | 06.11.2007     | 01  | Tajemnicze zniknięcie | Pilot                |
|                   |                |     |                       |                      |
| 28.08.2006        | 13.11.2007     | 02  | Tunel                 | The Tunnel           |
|                   |                |     |                       |                      |
| 04.09.2006        | 20.11.2007     | 03  | Okup                  | Drop                 |
|                   |                |     |                       |                      |
| 11.09.2006        | 27.11.2007     | 04  | Odkryty sekret        | Before the Flood     |
|                   |                |     |                       |                      |
| 18.09.2006        | 04.12.2007     | 05  | Nowe dowody           | The Feed             |
|                   |                |     |                       |                      |
| 25.09.2006        | 11.12.2007     | 06  | Czarna skrzynka       | Black Box            |
|                   |                |     |                       |                      |
| 02.10.2006        | 18.12.2007     | 07  | Wskrzeszenie          | Resurrection         |
|                   |                |     |                       |                      |
| 03.11.2006        | 15.12.2007     | 08  | Następstwa            | Aftermath            |
|                   |                |     |                       |                      |
| 10.11.2006        | 01.01.2008     | 09  | Nowy świat            | The New World        |
|                   |                |     |                       |                      |
| niewyemitowany    | 08.01.2008     | 10  | Cela                  | The Cell             |
|                   |                |     |                       |                      |
| niewyemitowany    | 15.01.2008     | 11  | Propozycja            | The Proffer          |
|                   |                |     |                       |                      |
| niewyemitowany    | 22.01.2008     | 12  | Ucieczka Sary         | The Velocity of Sara |
|                   |                |     |                       |                      |
| niewyemitowany    | 29.01.2008     | 13  | Warm Springs          | Warm Springs         |
|                   |                |     |                       |                      |